# Can Barnei
Can Barnei és una obra de Massanes (Selva) inclosa a l'Inventari del Patrimoni Arquitectònic de Catalunya.

## Descripció
Masia aïllada, situada al barri del Marquès. L'erdifici té planta rectangular i consta de planta baixa, dos pisos i golfes. Coberta a doble vessant al cos principal, que és més elevat, i a una sola vessant als cossos laterals, totes elles en teula àrab.
A la planta baixa, a l'entrada hi ha una estructura que sobresurt, formant un petit vestíbul d'entrada, amb una obertura en arc de mig punt i adovellada, que està coberta amb una teulada a doble vessant.
Al primer pis hi ha tres finestres quadrangulars amb llinda, brancals i ampit de pedra. Al segon pis hi ha una obertura triple, amb arc de mig punt i columnetes circulars d'estil clàssic.
A les cantonades hi ha cadenes formades per carreus de pedra.
Tota la façana està arrebossada i pintada de blanc.

## Història
Masia de nova construcció que seguí l'estructura de l'edifici original.